# 澳洲線寄居蟹
澳洲線寄居蟹（学名：Nematopagurus australis）为寄居蟹科線寄居蟹屬下的一个种。